# Al-Judaydah, Salamiyah
Al-Judaydah (tiếng Ả Rập: الجديدة) là một ngôi làng Syria nằm ở phó huyện Sabburah thuộc huyện Salamiyah, Hama. Theo Cục Thống kê Trung ương Syria (CBS), al-Judaydah có dân số 177 người trong cuộc điều tra dân số năm 2004.